# 拟雀属
拟雀属（学名：Pseudospingus）是唐纳雀科下的一个属。

## 下属物种
本属包括以下物种：
- 黑头拟雀 Pseudospingus verticalis
- 褐拟雀 Pseudospingus xanthophthalmus